# Jackson Penney
Jackson Penney (* 5. Februar 1969 in Edmonton, Alberta) ist ein ehemaliger kanadischer Eishockeyspieler, der in der DEL für die Schwenninger Wild Wings, die Adler Mannheim und die Frankfurt Lions spielte.

## Spielerkarriere
Der 1,78 m große Flügelstürmer begann seine Karriere bei den Victoria Cougars und den Prince Albert Raiders in der kanadischen Juniorenliga WHL, bevor er beim NHL Entry Draft 1989 als 80. in der vierten Runde von den Boston Bruins ausgewählt (gedraftet) wurde.
Allerdings absolvierte der Linksschütze kein einziges NHL-Spiel für die Bruins, sondern wurde nur bei den Kalamazoo Wings, einem Boston-Farmteam in der International Hockey League, eingesetzt, sodass er 1993 zum AIK Solna nach Schweden ging. Zur Saison 1994/95 wechselte Penney schließlich zum EC VSV in die Österreichische Bundesliga. In seiner ersten Saison wurde der Kanadier mit 73 Toren und 39 Assists sowohl Topscorer als auch Top-Torschütze der gesamten Ligaspielzeit, wechselte dann aber zu den Schwenninger Wild Wings in die Deutsche Eishockey Liga, für die er bis 1998 auf dem Eis stand. 
Zur Saison 1998/99 unterschrieb der Kanadier einen Vertrag beim DEL-Rekordmeister Adler Mannheim, mit denen er in seiner ersten Saison erneut die Meisterschaft gewinnen konnte. Diesen Triumph konnte er 2001 mit den Adlern wiederholen und wechselte dann zurück zu den Wild Wings. Penneys letzte DEL-Station waren die Frankfurt Lions in der Saison 2002/03, danach spielte er noch für den schwedischen Zweitligisten HC Borås sowie erneut für den EC VSV, wo er seine Karriere 2005 beendete.

## Erfolge und Auszeichnungen
- 1989 WHL West First All-Star Team
- 1999 Deutscher Meister mit den Adler Mannheim
- 2001 Deutscher Meister mit den Adler Mannheim

## Karrierestatistik
(Legende zur Spielerstatistik: Sp oder GP = absolvierte Spiele; T oder G = erzielte Tore; V oder A = erzielte Assists; Pkt oder Pts = erzielte Scorerpunkte; SM oder PIM = erhaltene Strafminuten; +/− = Plus/Minus-Bilanz; PP = erzielte Überzahltore; SH = erzielte Unterzahltore; GW = erzielte Siegtore; 1 Play-downs/Relegation; Kursiv: Statistik nicht vollständig)